# ネオGS
ネオGSとは、1980年代末の日本で広がった音楽ムーブメント。
このネーミングは、グループ・サウンズ、ギター・サウンズ、ガレージ・サウンズのトリプルミーニングであった。
このムーブメントは様々なメディアに取り上げられると、音楽ムーブメントとしてではなくサブカルチャーとして全国に拡がった。
その後、ネオGSの系譜は渋谷系、サイケデリック・ロック、リバプールサウンド系等へと変貌し、現在のロックシーン・ポップミュージックに連なっている。

## ネオGSのバンド
- ザ・ファントムギフト
- ヒッピー・ヒッピー・シェイクス
- 20 hits
- ザ・ストライクス
- ザ・コレクターズ
- CHEESE - 後にフリッパーズ・ギターのサポートをしたドラマーのひらがくらよしえが在籍
- ギャザーズ
- デキシード・ザ・エモンズ
- レッド・カーテン - 後のOriginal Love
- ワウワウ・ヒッピーズ - 後のヒックスヴィルの木暮晋也、GREAT3の高桑圭・白根賢一も在籍
- マディ・ランプス